# Décès en 1404
Décès
- 1400
- 1401
- 1402
- 1403
- 1404
- 1405
- 1406
- 1407
- 1408

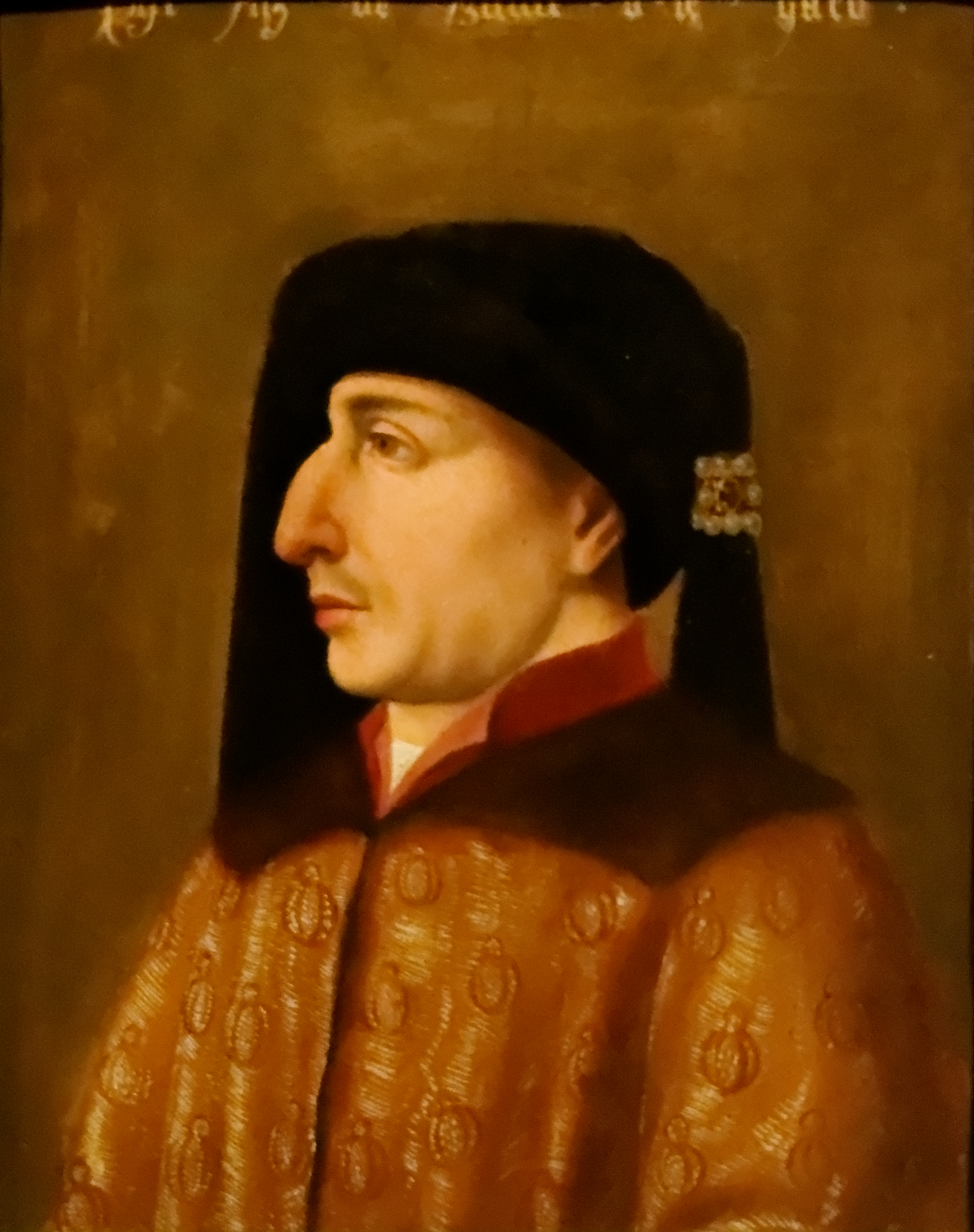
Philippe II de Bourgogne, mort en 1404.

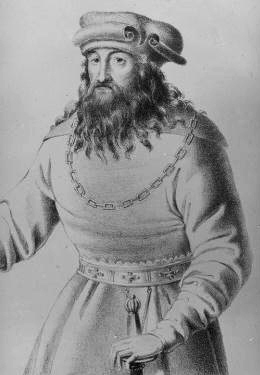
Albert IV d'Autriche, mort en 1404.

Cette page dresse une liste de personnalités mortes au cours de l'année 1404 :
- 16 janvier : Jean Ier de Châtillon, comte de Penthièvre et vicomte de Limoges.
- 27 février : Othon III d'Anhalt-Bernbourg, prince d'Anhalt-Bernbourg.
- 22 mars: Guillaume Anger, évêque de Saint-Brieuc.
- 18 avril : Guglielmo della Scala, politicien italien.
- 27 avril : Philippe le Hardi, duc de Bourgogne.
- 29 avril : Antoine II de Montefeltro, militaire et condottiere italien, comte d'Urbino.
- vers mai : Aymon Séchal, administrateur de Saint-Pons-de-Thomières, administrateur du diocèse de Lausanne, administrateur de l'archevêché de Tarentaise puis administrateur de l'évêché de Sion.
- 9 mai : Giovanni Piacentini, dit le cardinal vénitien, pseudo-cardinal italien.
- 13 mai : Grégoire Langlois, évêque de Séez.
- avant le 21 juillet : Fernando Pérez Calvillo, cardinal espagnol.
- 5 août: Gérard VI de Holstein, comte de Holstein et duc de Schleswig.
- 4 septembre : Marie de Lusignan, reine consort de Naples.
- 14 septembre : Albert IV d'Autriche, duc d'Autriche.
- 20 septembre : Pierre II d'Alençon, comte d'Alençon, du Perche et de Porhoët.
- 23 septembre : Éléonore d'Arborée, juge du judicat d'Arborée.
- 27 septembre : William de Wykeham, évêque de Winchester et chancelier d'Angleterre.
- 28 septembre: Jean II d'Auvergne, comte d'Auvergne et de Boulogne.
- avant octobre : 
  - Angelo Cibo, cardinal italien.
  - Leonardo Cibo, cardinal italien.
- 1er octobre : Boniface IX (Piero Tomacelli), 203e pape de l'Église catholique romaine.
- 8 octobre : Pedro Serra,  dit le cardinal de Catane, cardinal espagnol.
- 14 octobre : Simon de Bucy, évêque de Soissons.
- 15 octobre : Marie de France, duchesse de Bar.
- 17 octobre : Catherine Visconti, noble dame italienne.
- 12 novembre: Marie de Blois, duchesse d'Anjou et de Touraine, comtesse du Maine et de Provence, reine de Naples et de Jérusalem titulaire et dame de Guise.
- 4 décembre: Cristoforo Maroni, cardinal italien.
- 13 décembre : Albert Ier de Hainaut, duc de Bavière-Straubing, comte de Hollande, de Zélande et de Hainaut.

- Pietro I da Polenta, seigneur de Ravenne.
- Salomon de Bédarrides, banquier et entrepreneur juif Provençal.
- Leobald de Cousance, évêque de Verdun.
- Guy de Dammartin,  sculpteur et architecte français.
- Leonardo Rossi de Giffone, pseudo-cardinal italien.
- Garabed Ier de Keghi, catholicos de l'Église apostolique arménienne.
- Guy de Laval, seigneur de Gavre.
- Bogusław VII de Poméranie, duc de Poméranie-Szczecin.
- Otto Ier de Schaumbourg, comte de Holstein-Pinneberg et du comté de Schaumbourg.
- Pierre de Vissac, évêque de Lavaur et avocat au parlement de Paris.
- Benci di Cione, peintre et architecte florentin.
- Ugolino di Prete Ilario, peintre et mosaïste italien du Trecento.

## Crédit d'auteurs
- Cet article est partiellement ou en totalité issu de l'article intitulé « 1404 » (voir la liste des auteurs).